# پوتشنیتس-تتیتیتسه
پوتشنیتس-تتیتیتسه (به چکی: Počenice-Tetětice) یک منطقهٔ مسکونی در جمهوری چک است که در ناحیه کرومیریژ واقع شده‌است. پوتشنیتس-تتیتیتسه ۸٫۵۳ کیلومتر مربع مساحت و ۷۶۹ نفر جمعیت دارد و ۲۶۸ متر بالاتر از سطح دریا واقع شده‌است.